# Germanikus
Germanikus ist eine Filmkomödie aus dem Jahr 2004. Sie spielt im 1. Jahrhundert n. Chr. und handelt von einem Germanen (Gerhard Polt) mit dem Namen Germanikus, der nach Rom verschleppt wird und dort gesellschaftlich aufsteigt.

## Handlung
In der Rahmenhandlung gibt Gerhard Polt in einem kleinen Büro der heutigen Zeit eine kabarettistische Sicht der heutigen Zeit über die Ereignisse von damals. Auch die Konsumgesellschaft ist hier Thema.
Der gefräßige Germane Hermann, später Germanikus, lebt friedlich in einem kleinen Dorf, in Sumpfing. Als man in den Krieg zieht, um gegen die Römer zu kämpfen, bleibt Germanikus zu Hause, um auf Frauen und Kinder aufzupassen. Ungewollt ist er nun das Lustobjekt der gesamten Damenwelt.
Als die Krieger nach einer Niederlage zurückkommen, bemerkt der Anführer Bodo, dass seine Frau schwanger ist. Germanikus muss fliehen. Daraufhin wird er von Römern gefangen genommen und nach Rom verschleppt.
Dort wird er von der findigen Geschäftsfrau Tusnelda als Sklave gekauft. Schnell steigt er in ihrer Gunst. Trotzdem will er fliehen, was ihm auch gelingt. In einem Bordell verliebt er sich in die schwarze Saba, die diese Liebe aber nicht erwidert. Dort rennt er dem Präfekten in die Arme und wird zum Vorkoster des Kaisers. Er überlebt einen ihm auf Befehl des Präfekten vorgesetzten Fliegenpilz (sein Leibgericht), der Kaiser nicht. Germanikus flieht, wird aber wieder, diesmal zusammen mit Saba, gefasst. Beide müssen nun gegen einen Tiger in der Arena kämpfen, der zu ihrem Glück Sabas „Haustiger“ ist. Wieder versucht der Präfekt, Germanikus, diesmal mit Gift, zu töten. Doch versehentlich stirbt der Kaiser daran, und Germanikus wird zum neuen Kaiser ausgerufen. Nun kann er in Ruhe mit seiner neuen Frau Saba in seine geliebte Heimat zurück.

## Informationen
- Der Name Germanikus taucht in den Annalen von Tacitus auf. Germanicus ist hier kein Germane, sondern der historische römische Feldherr Nero Claudius Germanicus, der den Krieg gegen die Germanen leitete.
- Die Dreharbeiten zu Germanikus fanden in den Cinecittà-Studios in Rom statt, wo unter anderem ein halbes Kolosseum nachgebaut wurde.
- Der Film wurde mehrmals nachgeschnitten und nachsynchronisiert, nach Differenzen zwischen Produzent und Regisseur, so Hanns Christian Müller im Interview. Ursprünglich sollte der Film Ende 2001 (dem Jahr, in dem er gedreht wurde) in die Kinos kommen. Tatsächlich kam er erst 2004 in die Kinos. Polt äußerte sich in der SZ über die Verzögerung: Er sei „stinksauer“.
- Die Kritiken über diesen Film fielen trotz des Staraufgebotes größtenteils schlecht aus.[3][4][5]